# Habrophallos collaris
Espèce
Synonymes
- Leptotyphlops collaris Hoogmoed, 1977
- Epictia collaris Hoogmoed, 1977

Statut de conservation UICN

 LC  : Préoccupation mineure
Habrophallos collaris est une espèce de serpents de la famille des Leptotyphlopidae,.

## Répartition et habitat
Cette espèce est présente en Guyane et au Suriname. On la trouve du niveau de la mer jusqu'à 450 m d'altitude. Elle vit dans la forêt tropicale humide de basse altitude.

## Description
Dans sa description Hoogmoed indique que le plus grand spécimen en sa possession mesure 104 mm dont environ 7 mm pour la queue. Ce serpent a un corps cylindrique. Son dos est noir avec des reflets bleu verdâtre. Sa nuque présente deux taches claires amorçant un motif en collier.

## Étymologie
Son épithète spécifique, du latin collaris, « collier », fait référence à sa livrée.

## Publication originale
- Hoogmoed, 1977 : Notes on the herpetofauna of Surinam V. On a new species of Leptotyphlops from Surinam, with notes on the other Surinam species of the genus (Leptotyphlopidae, Serpentes). Zoologische Mededelingen, vol. 51, n. 7, p. 99-123 (texte intégral).